# 禾部
禾部（）は、漢字を部首により分類したグループの一つ。
康熙字典214部首では115番目に置かれる（5画の21番目、午集の21番目）。

## 概要
「禾」字はイネ科植物のアワを意味し、その穂が垂れる様子に象る。
黄河文明の主食はアワであり、長江文明の主食であるイネは殷周時代を通じて華北では作られることはなかった。また現在の主食であるコムギも後に伝来した。このため「禾」は穀物の代表であり、穀物一般の総称としても用いられた。
後代にはイネを意味するようになった。「米」が実だけを指すのに対し、「禾」は茎や穂を含めた全体を指している。
偏旁の意符としては穀物や農業に関することを示す。
また異体字も少数だが存在し、上下や左右の構造が異なる同字（稿と稾など）、部分を変えた異体字（穉と稚（日本では「稚」を正字とする）など）、表外字の拡張新字体（龝と穐（「龝」は「秋」の異体字のため「穐」も「秋」の異体字となる）など）など、他の部首の異体字（祕（示部）と秘（日本では「秘」を正字とする）など）などが存在する。
禾部はこのような意符を構成要素に持つ漢字を収める。

## 部首の通称
- 日本：いね・いねへん・のぎ・のぎへん（片仮名の「ノ」と「木（訓読み：き）」を組みあわせた呼び方）
- 韓国：벼화부（byeo hwa bu、稲の禾部）
- 英米：Radical grain

## 部首字
禾
- 中古音
  - 広韻 - 戸戈切、戈韻、平声
  - 詩韻 - 歌韻、平声
  - 三十六字母 - 匣母
- 現代音
  - 普通話 - ピンイン：hé 注音：ㄏㄜˊ ウェード式：ho2
  - 広東語 - Jyutping:wo4 イェール式:wo4
- 日本語 - 音：カ（クヮ）（漢音・呉音） 訓：いね
- 朝鮮語 - 音：화(hwa) 訓：벼（byeo、稲）

## 例字
- 禾・𥝌
- 2:私・秀・禿、3:秉・秊（年）、4:科・秋・秕・秒・秤・秦・租・秩・秘・秣、6:移、7:稀・稍・税・程、8:稔・稚・稠・稗・稟・稜、9:種・稱（称5）、10:稼・穀（穀9）・稻（稲9）・稽・稿・稷、11:穎・積・穆、12:穗（穂10）、13:穢、14:穩（穏11）・穫（穫13）、17:穰（穣13）・䆏、19:穳、24:𥤟、25:䆐、27:𥤠、30:𥤡